# Carl Kruse (militär)
Carl Gustaf Kruse (af Kajbala) till Skagersholm, född 28 augusti 1651 på Haapaniem i Kisko socken, död 1 februari (begraven 3 mars) 1732 i Husby-Oppunda socken, Södermanlands län, var en svensk general.

## Biografi
Kruse inskrevs som student vid Uppsala universitet 1662, en tid tjänstgjorde han även som kammarpage vid hovet. År 1676 utnämndes han till kornett vid livgardet, men gick därefter i utländsk tjänst, och blev överstelöjtnant under sin tid i ungerska armén. Återkommen till Sverige blev han 16 juli 1700 överste för Upplands tremänningskavalleriregemente, och befordrades 1706 till generalmajor av kavalleriet. Han deltog i slaget vid Poltava där han blev tillfångatagen och blev ej frigiven förrän vid fredsslutet. Hans enda son stupade i samma slag. 1720 utnämndes han till generallöjtnant, och sattes 1721 till överste över Västgöta kavalleriregemente. 1722 blev han general av kavalleriet, och tog slutligen avsked 1731, året före sin död.
Kruse var son till generalen och landshövdingen Erik Kruse af Kajbala (adelsätten Kruse af Elghammar), sedermera friherre Kruse af Kajbala och hans hustru Catharina Horn af Kanckas. Kruses fru var ägare till Skagersholm i Finnerödja socken, dit han skrev sig, men även till Torp i Husby-Oppunda socken, där han dog, och till Lagmansö i Vadsbro socken, där hans barn var födda. Han var gift med Charlotta Catharina Falkenberg af Trystorp.